# Kurt Möhring

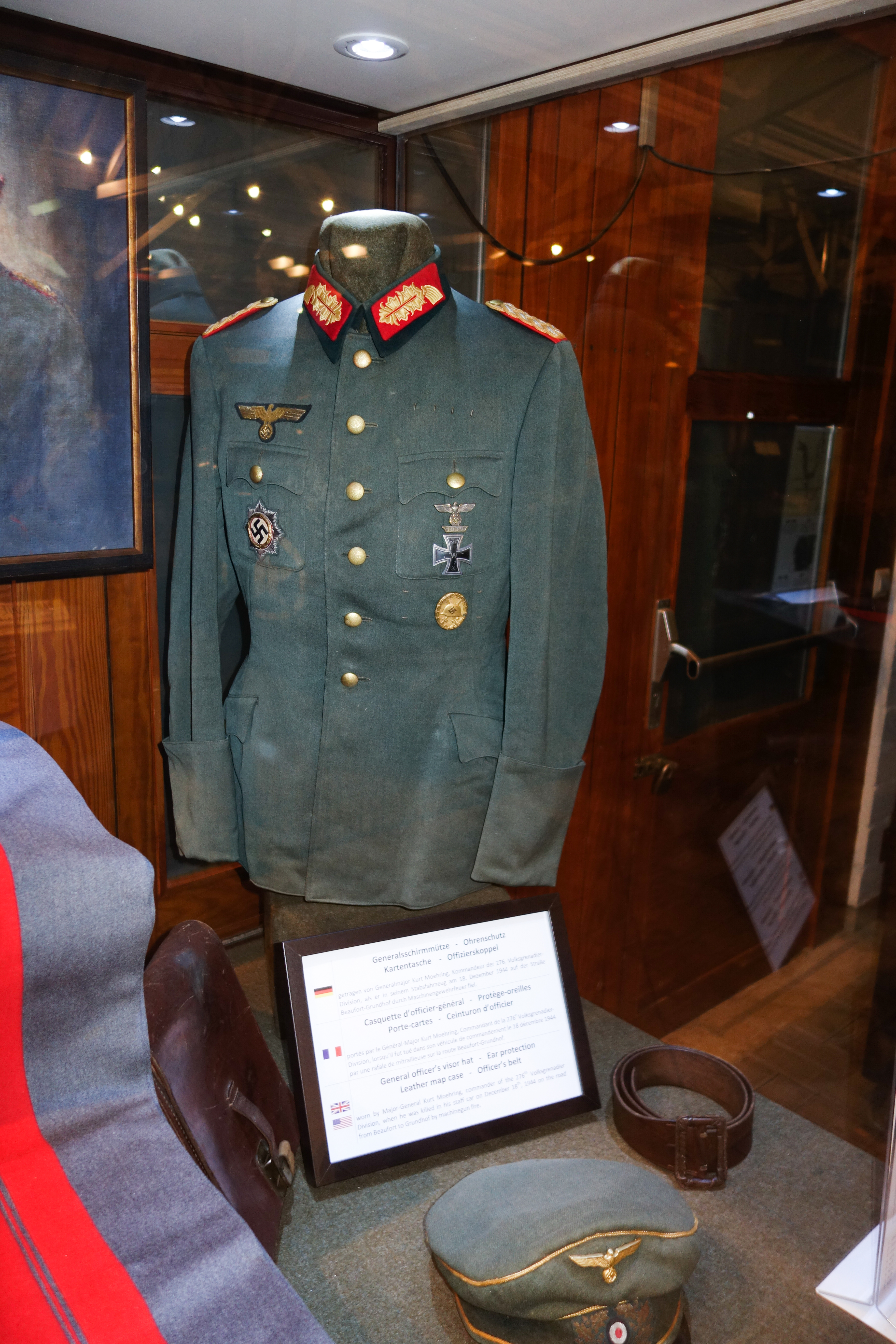
Uniform von Kurt Möhring mit Effekten im Nationalen Museum für Militärgeschichte, Diekirch

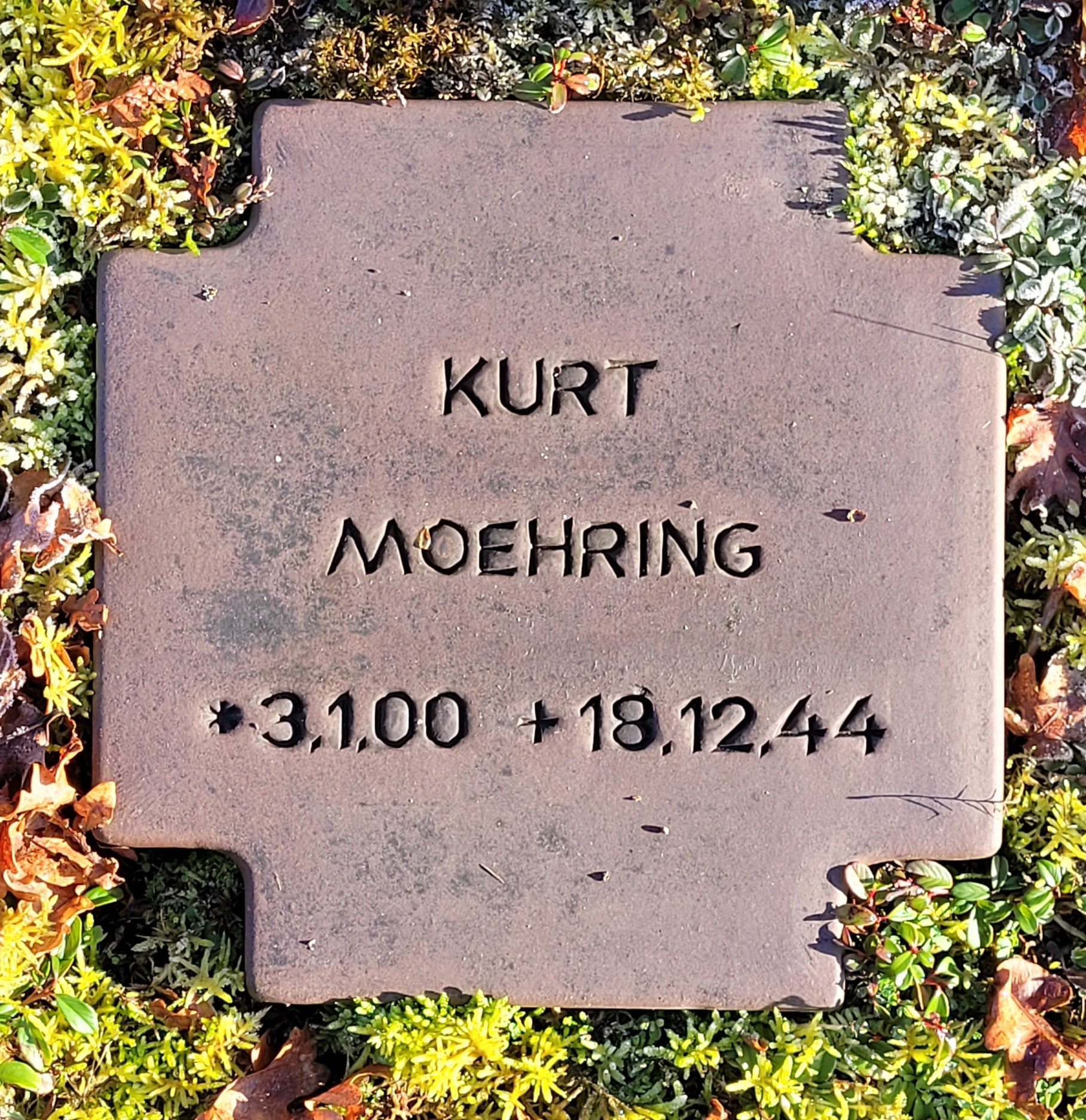
Grabstelle für Kurt Möhring auf der Kriegsgräberstätte Holsthum (2024)

Kurt Möhring (* 3. Januar 1900 in Groß Lipschin, Kreis Berent; † 18. Dezember 1944, gefallen nahe Beaufort, Luxemburg) war ein deutscher Offizier, zuletzt Generalleutnant im Zweiten Weltkrieg.

## Leben
Möhring ging mit sechzehn als Freiwilliger im Rang eines Fahnenjunkers zur Armee und nahm am Ersten Weltkrieg teil. Nach dem Krieg wurde er in die Reichswehr übernommen. Als Bataillonskommandeur wurde er zum Oberst befördert. 1942 übernahm er für ein Jahr ein in Russland stehendes Regiment der Division Großdeutschland. Am 18. Juli 1943 wurde er mit dem Ritterkreuz des Eisernen Kreuzes ausgezeichnet. Er war mit Magdalena Möhring verheiratet.
Als Kommandeur führte er von Ende Dezember 1943 bis Februar 1944 die 196. Infanterie-Division. Von September 1944 bis Dezember 1944 war er Kommandeur der neu gebildeten 276. Volksgrenadier-Division. Laut einem Brief von Möhrings Ordonnanzoffizier Horst Uffelhausen hatte Möhring am 13. Dezember 1944 an einer Besprechung der Ardennenoffensive mit Adolf Hitler, Bodewin Keitel, Alfred Jodl, Gerd von Rundstedt, Walter Model und anderen teilgenommen. Als er während der für die Division verlustreiche Ardennenoffensive im Dezember 1944 sein Kommando aufgrund Erfolglosigkeit abgeben musste, wurde er auf dem Weg zum Hauptquartier der 7. Armee gemeinsam mit drei seiner ehemaligen Stabsoffiziere von Maschinengewehrfeuer in einem Fahrzeug getötet. In der Korrespondenz an die Hinterbliebenen wird berichtet, Möhring sei in seinem Kübelwagen unterwegs gewesen und durch feindliche Kugeln getroffen worden. Anderen Berichten zufolge sei er in einem amerikanischen Fahrzeug gefahren und durch eigene Leute getötet worden. Wer für seinen Tod verantwortlich ist, konnte nicht abschließend festgestellt werden. Er wurde posthum zum Generalleutnant befördert.
Kurt Möhring wurde am 20. Dezember 1944 im Massengrab des Verbandsplatzes Holsthum (heute Kriegsgräberstätte Holsthum) beigesetzt. Die Grabrede hielt Franz Beyer, Kommandeur des LXXX. Armeekorps.
Möhrings Uniformrock, Schirmmütze, Ohrenschutz, Kartentasche und Offizierskoppel, ein Porträt und Dokumente aus dem Nachlass sind im Nationalen Museum für Militärgeschichte in Diekirch ausgestellt.

## Auszeichnungen (Auswahl)
- Eisernes Kreuz, I. Klasse (1914)
- Wiederholungsspange zum Eisernen Kreuz I. Klasse
- Deutsches Kreuz in Gold
- Verwundetenabzeichen in Gold